# Сент-Мері-оф-те-Вудс (Індіана)
Сент-Мері-оф-те-Вудс (англ. Saint Mary-of-the-Woods) — переписна місцевість (CDP) в США, в окрузі Віго штату Індіана. Населення — 767 осіб (2020).

## Географія
Сент-Мері-оф-те-Вудс розташований за координатами 39°30′53″ пн. ш. 87°27′35″ зх. д. / 39.51472° пн. ш. 87.45972° зх. д. (39.514586, -87.459799).  За даними Бюро перепису населення США в 2010 році переписна місцевість мала площу 3,35 км², з яких 3,31 км² — суходіл та 0,05 км² — водойми.

## Демографія
Згідно з переписом 2010 року, у переписній місцевості мешкало 797 осіб у 236 домогосподарствах у складі 84 родин. Густота населення становила 238 осіб/км².  Було 259 помешкань (77/км²).
Расовий склад населення:
| - 94,6 % — білих - 2,6 % — азіатів - 1,4 % — чорних або афроамериканців - 0,3 % — корінних американців |

До двох чи більше рас належало 0,8 %. Частка іспаномовних становила 1,4 % від усіх жителів.
За віковим діапазоном населення розподілялося таким чином: 5,1 % — особи молодші 18 років, 55,6 % — особи у віці 18—64 років, 39,3 % — особи у віці 65 років та старші. Медіана віку мешканця становила 55,3 року. На 100 осіб жіночої статі у переписній місцевості припадало 26,3 чоловіків;  на 100 жінок у віці від 18 років та старших — 24,8 чоловіків також старших 18 років.
Середній дохід на одне домашнє господарство  становив 42 030 доларів США (медіана — 19 375), а середній дохід на одну сім'ю — 68 769 доларів (медіана — 67 361). За межею бідності перебувало 19,6 % осіб, у тому числі 0,0 % дітей у віці до 18 років та 30,3 % осіб у віці 65 років та старших.
Цивільне працевлаштоване населення становило 361 осіб. Основні галузі зайнятості: освіта, охорона здоров'я та соціальна допомога — 38,2 %, мистецтво, розваги та відпочинок — 10,0 %, будівництво — 9,7 %.